# Бентон (Арканзас)

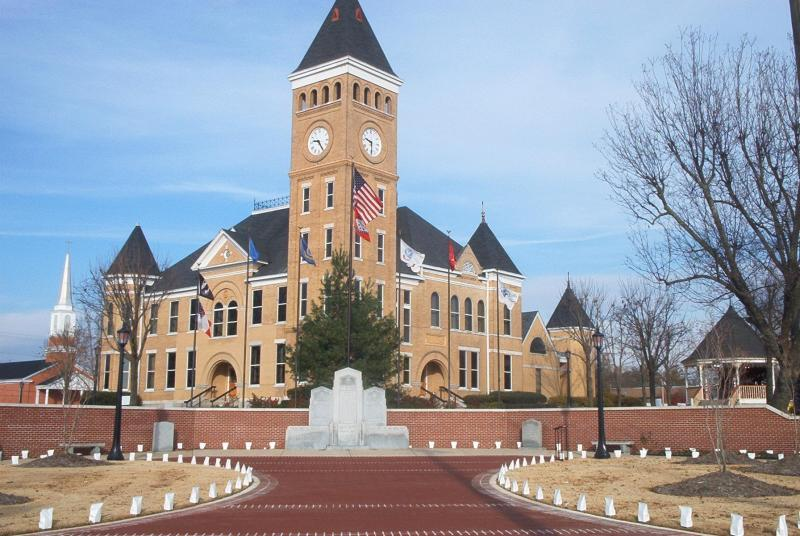
Суд округа Салин в Бентоне

Бентон (англ. Benton, Arkansas) — город и пригород Литл-Рока, расположенный в округе Салин (штат Арканзас, США) с населением в 21 906 человек по статистическим данным переписи 2000 года. Был создан в 1837 году. Бентон является окружным центром округа Салин. Впервые в городе поселились в 1833 году, город так назван в честь сенатора штата Миссури Томаса Харта Бентона, был официально основан в 1836 году, когда Арканзас стал штатом.

## География
По данным Бюро переписи населения США город Бентон имеет общую площадь в 47,66 квадратных километров, из которых 46,36 кв. километров занимает земля и 1,29 кв. километров — вода. Площадь водных ресурсов округа составляет 2,71 % от всей его площади.
Город Бентон расположен на высоте 124 метра над уровнем моря.

## Демография
| Год  | Численность |
| ---- | ----------- |
| 1940 | 3500        |
| 1950 | 6300        |
| 1960 | 10 400      |
| 1970 | 16 500      |
| 1980 | 17 400      |
| 1990 | 18 200      |
| 2000 | 21 906      |

По данным переписи населения 2000 года в Бентоне проживало 21 906 человек, 6186 семей, насчитывалось 8713 домашних хозяйств и 9315 жилых домов. Средняя плотность населения составляла около 458,3 человек на один квадратный километр. Расовый состав Бентона по данным переписи распределился следующим образом: 92,81 % белых, 4,46 % — чёрных или афроамериканцев, 0,39 % — коренных американцев, 0,56 % — азиатов, 0,05 % — выходцев с тихоокеанских островов, 1,19 % — представителей смешанных рас, 0,75 % — других народностей. Испаноговорящие составили 1,9 % от всех жителей города.
Из 8713 домашних хозяйств в 33,5 % — воспитывали детей в возрасте до 18 лет, 55,9 % представляли собой совместно проживающие супружеские пары, в 11,8 % семей женщины проживали без мужей, 29 % не имели семей. 25,3 % от общего числа семей на момент переписи жили самостоятельно, при этом 10,9 % составили одинокие пожилые люди в возрасте 65 лет и старше. Средний размер домашнего хозяйства составил 2,46 человек, а средний размер семьи — 2,95 человек.
Население города по возрастному диапазону по данным переписи 2000 года распределилось следующим образом: 25,3 % — жители младше 18 лет, 8,8 % — между 18 и 24 годами, 29,8 % — от 25 до 44 лет, 21,5 % — от 45 до 64 лет и 14,7 % — в возрасте 65 лет и старше. Средний возраст жителей составил 36 лет. На каждые 100 женщин в Бентоне приходилось 91,5 мужчин, при этом на каждые сто женщин 18 лет и старше приходилось 88,1 мужчин также старше 18 лет.
Средний доход на одно домашнее хозяйство в городе составил 41 503 доллара США, а средний доход на одну семью — 51 064 доллара. При этом мужчины имели средний доход в 32 493 доллара США в год против 22 386 долларов среднегодового дохода у женщин. Доход на душу населения в городе составил 19 797 долларов в год. 5,8 % от всего числа семей в округе и 8,6 % от всей численности населения находилось на момент переписи населения за чертой бедности, при этом 9,9 % из них были моложе 18 лет и 11,5 % — в возрасте 65 лет и старше.

## Известные уроженцы и жители города
- Уэс Гарднер — бейсболист
- Клифф Ли — бейсболист
- Юэлл Росс Маккрайт — военнопленный Второй мировой войны
- Джо Перселл — губернатор Арканзаса в течение шести дней в 1979 году, бывший лейтенант-губернатор и генеральный прокурор, адвокат в Бентоне.
- Чарли Рич — певец кантри, обладатель премии Грэмми
- Уиллис Рикетс — кандидат в губернаторы Арканзаса в 1962 году